# Чорнівський парк
Чо́рнівський парк — парк-пам'ятка садово-паркового мистецтва місцевого значення в Україні. Об'єкт природно-заповідного фонду Чернівецької області.
Розташований у межах Чернівецької міської громади Чернівецького району Чернівецької області, в селі Чорнівка.
Площа 4 га. Статус присвоєно згідно з рішенням облвиконкому від 30.05.1979 року. Перебуває у віданні: Чорнівська сільська рада.
Статус присвоєно для збереження парку, заснованого 1840 року. В його складі 15 екзотів, зокрема кипариси віком понад 110 років.